# 千葉作龍
千葉 作龍（ちば　さくりゅう、1947年1月25日 - ）は青森ねぶたのねぶた制作者（ねぶた師）。第5代ねぶた名人。本名は千葉 伸二(ちば しんじ)。

## 来歴
千葉作太郎の息子として生まれる。10歳のころから作太郎のねぶた制作を手伝い始め、1959年に12歳で作太郎の助手となる。青森県立青森高等学校を卒業してからも、看板屋とねぶた師を目指していたが、1966年作太郎が脳を患って倒れ、57歳で亡くなる。翌年20歳で手探りの状態ながらも大型ねぶたを作り上げ、一本立ちする。伸二は北川啓三等当時活躍していたねぶた師からも技術を吸収していった。
1973年に26歳で初の最高賞･田村麿賞を受賞、さらに1975年、76年と2年連続で同賞を受賞し、「若手のホープ」として注目を浴びた。中でも佐藤伝蔵が一目置き、「千葉、おめ新幹線で来だな、だばわはジェット機で行ぐだ。」と明らかに伸二の活躍を意識した発言を残している。1977年には制作者名を作龍と改め、独立して営んでいた看板業を廃業しねぶた一本の道を選ぶ。だがその直後から心臓神経症を患い、ねぶた制作においても数年間スランプ状態に陥る。1982年に制作賞を受賞したのをきっかけに、スランプから脱し復活を遂げ、翌年から3年連続で知事賞を受賞する快進撃をみせた。1986年に佐藤伝蔵の連続受賞を止める田村麿賞を獲得、その後も数多くの賞を受賞している。
佐藤伝蔵･鹿内一生亡き後は、ねぶた師のリーダー的役割を担い、他のねぶた師のサポートや後進の育成を積極的に行っている。平成9年に通算8度目のねぶた大賞(旧 田村麿賞)を受賞、佐藤伝蔵の持つ最多記録に並び、北村隆(後の6代名人)により抜かれるまで首位タイ記録保持者となる。
2012年に第5代ねぶた名人に認定される。そして前年に続くねぶた大賞を獲得し名人位に花を添えた。2014年時点で田村麿賞・ねぶた大賞受賞回数は11回であり、北村隆の12回に次ぐ史上2位である。
2022年5月12日、現役引退を表明。

## 作風
「奇をてらわない」ねぶた作りを心がける。書き割りはかすれのない、太い潤筆である。
ねぶたの題材において、それまでなかった新しいテーマを開拓してきたことが挙げられる。スランプを脱出して以来、密教の世界や陰陽五行説、風水、古代の蝦夷、東北の英雄、さらにはアイヌなどを制作し、1995年には前年の三内丸山遺跡の発掘から、「縄文」をテーマに取り上げ大きな話題となった。ねぶたは最高賞のねぶた大賞を受賞し、その後シリーズで制作された。

## 制作ねぶた
1967年から2021年まで、156台のねぶたを制作した。
- 昭和42年(1967)
  - 1.青森ナショナル店会　「舟弁慶」
- 昭和43年(1968)
  - 2.青森ナショナル店会　「本能寺 森蘭丸と安田作兵衛」
- 昭和44年(1969)
  - 3.日本電信電話公社　「暫」
- 昭和45年(1970)
  - 4.青森ナショナル店会　「藤原鎌足と蘇我入鹿」
  - 5.日本電信電話公社　「水滸伝 九紋龍と陳達」《奨励賞》（海上運行）
- 昭和46年(1971)
  - 6.日本電信電話公社　「三国志 虎牢関の戦」
- 昭和47年(1972)
  - 7.日本電信電話公社　「広目天と邪鬼」
  - 8.陸上自衛隊青森駐屯地　「平清盛と実相坊」（海上運行）
- 昭和48年(1973)
  - 9.日本電信電話公社　「茨木」
  - 10.青森青年会議所　「十和田湖伝説 南祖坊と八之太郎」《田村麿賞(1度目)》（海上運行）
  - 11.東青農協協議会　「水滸伝より 九紋龍と跳澗虎」
- 昭和49年(1974)
  - 12.日本電信電話公社　「源頼政ぬえ退治」
  - 13.青森青年会議所　「三国志 虎牢関」
- 昭和50年(1975)
  - 14.日本電信電話公社　「自雷也」
  - 15.青森青年会議所　「暫」《田村麿賞(2度目)》
- 昭和51年(1976)
  - 16.日本電信電話公社　「大江山 源頼光と酒呑童子」
  - 17.青森青年会議所　「那智の瀧 不動明王と文覚」
  - 18.亀屋みなみ流通グループ　「勧進帳」《田村麿賞(3度目)》（2連覇）
- 昭和52年(1977)　この年より「作龍」と号する
  - 19.日本電信電話公社　「森蘭丸と安田作兵衛」
  - 20.青森青年会議所　「九紋竜史進、陳達を生捕る」
  - 21.亀屋みなみ流通グループ　「連獅子」
  - 22.青森県板金工業組合　「雷神、時平を誅す」
- 昭和53年(1978)
  - 23.青森ナショナル店会　「義経千本桜 狐忠信」
  - 24.日本電信電話公社　「知盛推参」《制作技術優秀》
  - 25.青森青年会議所　「南総里見八犬伝 芳流閣両雄動」
- 昭和54年(1979)
  - 26.青森ナショナル店会　「曽我五郎 富士の誉」
  - 27.日本電信電話公社　「吉野の関 錦の御旗
  - 28.青森青年会議所　「羅城門」
  - 29.亀屋みなみ流通グループ　「纏振」
- 昭和55年(1980)
  - 30.青森ナショナル店会　「水滸伝・九紋竜と魯智深」
  - 31.日本電信電話公社　「弓張月『鎮西八朗為朝、雷公を射る』」
  - 32.青森青年会議所　「道成寺 押戻し」
- 昭和56年(1981)
  - 33.青森ナショナル店会　「新田義貞 龍神に祈る」
  - 34.日本電信電話公社　「独眼竜政宗」
  - 35.青森青年会議所　「明智光秀・小栗栖の最期」（海上運行）
  - 36.亀屋みなみ流通グループ　「小鍛冶」
- 昭和57年(1982)
  - 37.青森ナショナル店会　「吉備津彦命・温羅を討つ」
  - 38.青森青年会議所　「魯智深・仁王像を打ち壊す」《製作賞》（海上運行）
  - 39.サンロード青森　「水滸伝・鉄牛の門破り（黒旋風李逵 破白龍廟門）」
  - 40.消防第二分団・青森スバル　「布引の瀧」
- 昭和58年(1983)　高欄の牡丹の絵のデザインが変わる。
  - 41.青森ナショナル店会　「ぬえ退治」
  - 42.青森青年会議所　「孫悟空と二郎神」
  - 43.サンロード青森　「山中鹿之介 三日月祈願」《知事賞(1度目)》（海上運行）
  - 44.消防第二分団・青森スバル　「悪七兵衛景清」
- 昭和59年(1984)
  - 45.青森ナショナル店会　「神州天馬侠」
  - 46.青森青年会議所　「朝比奈三郎城門破り」
  - 47.サンロード青森ねぶた実行委員会　「波切空海」《知事賞(2度目)》（海上運行）
  - 48.消防第二分団・青森スバル　「大化の改新」
- 昭和60年(1985)
  - 49.青森ナショナル店会　「三国志 関羽」
  - 50.青森青年会議所　「津刈丸と安倍比羅夫」《知事賞(3度目)》（海上運行）
  - 51.サンロード青森　「津軽海峡『義経渡海』」
  - 52.消防第二分団・ヤマモト食品　「小楠公奮戦」
- 昭和61年(1986)
  - 53.青森ナショナル店会　「倶利迦羅不動」
  - 54.青森青年会議所　「阿吽」
  - 55.サンロード青森　「車引」《田村麿賞(4度目)》（海上運行）
  - 56.消防第二分団・ヤマモト食品　「曽我夜討」
- 昭和62年(1987)
  - 57.青森ナショナル店会　「独眼竜政宗」
  - 58.青森県板金工業組合　「景清破牢」(景清②)
  - 59.サンロード青森　「大石内蔵助 誉の討入り」《田村麿賞(5度目)》（2度目の2連覇）（海上運行）
  - 60.消防第二分団・ヤマモト食品　「鶴岡の暮雪」
- 昭和63年(1988)
  - 61.青森ナショナル店会　「千姫奪還」
  - 62.青森県板金工業組合　「茨木童子と渡辺綱」
  - 63.サンロード青森　「信玄不動」《知事賞(4度目)》（海上運行）
  - 64.消防第二分団・青森マツダグループ・ニッカウヰスキー　「維新の嵐・池田屋」
  - 65.東奥日報社　「北方の神将・毘沙門天」

- 平成元年(1989)
  - 66.青森ナショナル店会　「南海の雄・藤原純友」
  - 67.青森県板金工業組合　「月下奏笛・保昌と袴垂」
  - 68.サンロード青森　「兜割り」
  - 69.消防第二分団・青森マツダグループ　「鉄火の纏」
- 平成2年(1990)
  - 70.青森ナショナル店会　「歌舞伎十八番内 矢の根・五郎」
  - 71.青森県板金工業組合　「刃傷・松乃廊下」
  - 72.サンロード青森　「天下一統 徳川家康」《市長賞(1度目)》（海上運行）
  - 73.消防第二分団・アサヒビール　「蒼き狼・成吉思汗」
- 平成3年(1991)
  - 74.青森ナショナルねぶた会　「太平記 村上義光錦旗奪還」《知事賞(5度目)》（海上運行）
  - 75.青森県板金工業組合　「南総里見八犬伝『芳流閣両雄動』」
  - 76.サンロード青森　「草摺曳」
  - 77.消防第二分団・アサヒビール　「三国志『関羽・赤兎馬を得る』」
- 平成4年(1992)
  - 78.青森ナショナルねぶた会　「信長炎上」
  - 79.青森県板金工業組合　「八幡太郎義家・勿来の関」
  - 80.サンロード青森　「北天鬼神 安倍貞任」《田村麿賞(6度目)》（海上運行）
  - 81.消防第二分団・アサヒビール　「明智左馬之介・湖水渡り」
- 平成5年(1993)
  - 82.青森ナショナルねぶた会　「武内宿禰 大波を起す」《市長賞(2度目)》（海上運行）
  - 83.青森県板金工業組合　「鳴神」
  - 84.サンロード青森　「弁慶不動」
  - 85.消防第二分団・アサヒビール　「役小角」《商工会議所百周年記念賞》
- 平成6年(1994)
  - 86.青森ナショナルねぶた会　「鍾馗」
  - 87.青森県板金工業組合　「仏師・運慶」
  - 88.サンロード青森　「暫」
  - 89.消防第二分団・アサヒビール　「龍王」
  - 90.コマツ連合ねぶた　「安東水軍祖・安東高星」《商工会議所会頭賞(1度目)》（海上運行）
- 平成7年(1995)
  - 91.青森ナショナルねぶた会　「勧進帳」
  - 92.サンロード青森　「帝釈天と阿修羅」
  - 93.消防第二分団・アサヒビール　「北天曼茶羅『北の炎 阿弖流為』」《商工会議所会頭賞(2度目)》（海上運行）
  - 94.コマツ連合ねぶた　「三内丸山・縄文鼓動」《ねぶた大賞(通算7度目)》（海上運行）
- 平成8年(1996)
  - 95.青森ナショナルねぶた会　「北海の雄叫び『シャクシャイン』」《観光協会会長賞(1度目)》（海上運行）
  - 96.サンロード青森　「初世・市川団十郎『竹抜五郎』」
  - 97.消防第二分団・アサヒビール　「黒旋風李逵」
  - 98.コマツ連合ねぶた　「北天飛龍『義経渡海』」《商工会議所会頭賞(3度目)》（海上運行）
- 平成9年(1997)
  - 99.青森ナショナルねぶた会　「妙見尊星王」
  - 100.消防第二分団・アサヒビール　「戊辰の華 会津・百虎隊」
  - 101.コマツ連合ねぶた　「縄文鼓動『北のまほろば』」《ねぶた大賞(8度目)》（海上運行）
- 平成10年(1998)
  - 102.青森ナショナルねぶた会　「三十三間堂『誉の通し矢』」
  - 103.サンロード青森　「火焔不動」
  - 104.消防第二分団・アサヒビール　「火付盗賊改方『鬼平参上』」
  - 105.コマツ連合ねぶた　「三内丸山『縄文波動』」《観光協会会長賞(2度目)》
- 平成11年(1999)
  - 106.青森ナショナルねぶた会　「降魔調伏『安倍晴明』」《観光協会会長賞(3度目)》
  - 107.サンロード青森　「縄文鼓動『祈』」《商工会議所会頭賞(4度目)》
  - 108.消防第二分団・アサヒビール　「三国志『孔明・風を呼ぶ』」
- 平成12年(2000)
  - 109.青森ナショナルねぶた会　「徳川家康『富士の鷹狩り』」《市長賞(3度目)》（海上運行）
  - 110.サンロード青森　「縄文胎動『八甲田大噴火』《観光協会会長賞(4度目)》
  - 111.消防第二分団・アサヒビール　「東日流荒吐王『安日彦・長髄彦』」
- 平成13年(2001)
  - 112.青森ナショナルねぶた会　「海王・冥王(NEPTUNE＆PLUTO)」
  - 113.サンロード青森　「水滸伝『天傷星・武松』」《知事賞(6度目)》（海上運行）
  - 114.消防第二分団・アサヒビール　「北天守護『妙見尊星王』」
- 平成14年(2002)
  - 115.青森ナショナルねぶた会　「斑鳩のあけぼの『聖徳太子』」
  - 116.サンロード青森　「浪漫海峡『鮪一本釣り』」《知事賞(7度目)》（海上運行）
  - 117.消防第二分団・アサヒビール　「玄奘三蔵西域行」
- 平成15年(2003)
  - 118.青森ナショナルねぶた会　「蘭陵王」
  - 119.消防第二分団・アサヒビール　「佐々木高綱『先陣』」
- 平成16年(2004)
  - 120.青森パナソニックねぶた会　「遣唐使『阿倍仲麻呂』」
  - 121.サンロード青森　「北の炎 阿弖流為」
  - 122.消防第二分団・アサヒビール　「戸隠幻想『紅葉狩』」
- 平成17年(2005)
  - 123.青森パナソニックねぶた会　「阿修羅」
  - 124.サンロード青森　「御陣乗太鼓」
  - 125.消防第二分団ねぶた会・アサヒビール　「阿吽」
- 平成18年(2006)
  - 126.青森パナソニックねぶた会　「五大明王曼荼羅」
  - 127.サンロード青森　「鬼門金神」《商工会議所会頭賞(5度目)》（海上運行）
  - 128.消防第二分団ねぶた会・アサヒビール　「津軽為信」
- 平成19年(2007)
  - 129.青森パナソニックねぶた会　「蒼き狼『成吉思汗』」
  - 130.サンロード青森　「天燈鬼・竜燈鬼」
  - 131.消防第二分団ねぶた会・アサヒビール　「日本武尊『草薙の剣』」《観光コンベンション協会会長賞(5度目)》《優秀制作者賞(1度目)》
- 平成20年(2008)
  - 132.青森パナソニックねぶた会　「義経千本桜『狐忠信』」
  - 133.サンロード青森　「十和田湖幻想『南祖坊と八之太郎』」
  - 134.消防第二分団ねぶた会・アサヒビール　「天下布武『信長の野望』」（海上運行）
- 平成21年(2009)
  - 135.パナソニックねぶた会　「古事記『素戔鳴』」
  - 136.サンロード青森　「義と愛『直江兼続』」
  - 137.消防第二分団ねぶた会・アサヒビール　「三国志『赤壁』」
- 平成22年(2010)
  - 138.サンロード青森　「風待ち湊・深浦の残照」《優秀制作者賞(2度目)》
  - 139.消防第二分団ねぶた会・アサヒビール　「地獄変」
- 平成23年(2011)
  - 140.サンロード青森　「四神降臨『白虎と青龍』」《ねぶた大賞(9度目)》《優秀制作者賞(3度目)》（海上運行）
  - 141.消防第二分団ねぶた会・アサヒビール　「水滸伝『入雲龍・魔風を起こす』（水滸伝 公孫勝起魔風）」
- 平成24年(2012)
  - 142.サンロード青森　「奥州平泉の栄華　阿弖流為と清衡」《ねぶた大賞(10度目)》（3度目の2連覇）《優秀制作者賞(4度目)》（海上運行）
  - 143.消防第二分団ねぶた会・アサヒビール　「津軽富士見湖伝説 鶴の舞橋」
- 平成25年(2013)
  - 144.サンロード青森　「古事記『日本創生』」《知事賞(8度目)》（海上運行）
  - 145.消防第二分団ねぶた会・アサヒビール　「高橋竹山『風雪流れ旅』」
- 平成26年(2014)
  - 146.サンロード青森　「戦国武士華『前田慶次』」《ねぶた大賞(11度目)》《優秀制作者賞(5度目)》（海上運行）
  - 147.消防第二分団ねぶた会・アサヒビール　「那智の滝『文覚と不動明王』」
- 平成27年(2015)
  - 148.サンロード青森　「天慶の新皇『平 将門』」
  - 149.消防第二分団ねぶた会・アサヒビール　「進藤庄兵衛・津軽信義を諌める」（海上運行）
- 平成28年(2016)　50年連続制作
  - 150．サンロード青森　「本能寺炎上・森蘭丸と安田作兵衛」
  - 151．消防第二分団ねぶた会・アサヒビール　「三国志『虎牢関』関羽と呂布」
  - 152．日本通運ねぶた実行委員会　「茨木童子と渡辺綱」
- 平成29年(2017)
  - 153.サンロード青森　「源頼光・足柄山中に公時と出会う」
- 平成30年（2018）
  - 154.サンロード青森　「甲斐の虎・越後の龍『川中島の決戦』」
- 令和元年（2019）
  - 155.サンロード青森　「龍飛崎『義経幻視行』」
- 令和2年（2020）
  - 青森ねぶた祭、中止
- 令和3年（2021）[9]
  - 156.サンロード青森　「安倍晴明・泰山府君を鎮める」

### 各賞受賞回数計
- 田村麿賞…6回（s48/50/51/61/62/h4）
- ねぶた大賞…5回(h7/9/23/24/26)…計11回
- 知事賞…8回（s58/59/60/63/h3/13/14/25）
- 市長賞…3回（h2/5/12）
- 商工会議所会頭賞…5回（h6/7/8/11/18）
- 観光(コンベンション)協会会長賞…5回（h8/10/11/12/19）
- 優秀制作者賞…5回（h19/22/23/24/26）
- 製作賞…1回（s57）
- 奨励賞…1回（s45）
- 製作技術優秀…1回（s53）
- 商工会議所百周年記念賞…1回（h5）

### 制作団体一覧
- サンロード青森　（昭和57年～令和3年）
- 消防第二分団　（昭和57年～平成28年）
- 日本通運ねぶた実行委員会　（平成28年）
- 青森ナショナル店会→青森ナショナルねぶた会→青森パナソニックねぶた会　（昭和42・43・45・53～平成21年）
- コマツ連合ねぶた　（平成6～10年）
- 青森県板金工業組合　（昭和52・62～平成6年）
- 東奥日報社　（昭和63年）
- 青森青年会議所　（昭和48～61年）
- 日本電信電話公社　（昭和44～56年）
- 亀屋みなみ流通グループ　（昭和51・52・54・56年）
- 東青農協協議会　（昭和48年）
- 陸上自衛隊青森駐屯地　（昭和47年）

## 受賞作品
※田村麿賞・ねぶた大賞は通算
- 1970年（昭和45年）- 日本電信電話公社「水滸伝より 九紋龍と陣達」奨励賞
- 1973年（昭和48年）- 青森青年会議所「十和田湖伝説 南祖坊と八之太郎」田村麿賞(初受賞)
- 1975年（昭和50年）- 青森青年会議所「暫」田村麿賞(2度目)
- 1976年（昭和51年）- 亀屋みなみ流通グループ「勧進帳」田村麿賞(3度目)
- 1982年（昭和57年）- 青森青年会議所「魯智深、仁王像を打ち壊す」制作賞(初受賞)
- 1983年（昭和58年）- サンロード青森「山中鹿之助 三日月祈願」知事賞(初受賞)
- 1984年（昭和59年）- サンロード青森「波切空海」知事賞(2度目)
- 1985年（昭和60年）- 青森青年会議所「東日流外三郡史 津刈丸と安倍比羅夫」知事賞(3度目)
- 1986年（昭和61年）- サンロード青森「車引」田村麿賞(4度目)
- 1987年（昭和62年）- サンロード青森「大石内蔵助 誉の討入り」田村麿賞 (5度目)
- 1988年（昭和63年）- サンロード青森「信玄不動」知事賞(4度目)
- 1990年（平成2年）- サンロード青森「天下統一 徳川家康」市長賞(初受賞)
- 1991年（平成3年）- 青森ナショナルねぶた会「太平記 村上義光錦旗奮還」知事賞(5度目)
- 1992年（平成4年）- サンロード青森「北天鬼人 安倍貞任」田村麿賞(6度目)
- 1993年（平成5年）
  - 青森ナショナルねぶた会「武内宿爾 大波を起こす」市長賞(2度目)
  - 消防第二分団･アサヒビール「役小角」商工会議所百周年記念賞
- 1994年（平成6年）- コマツ連合「安東水軍祖･安東高星」商工会議所会頭賞(初受賞)
- 1995年（平成7年）
  - コマツ連合「三内丸山･縄文鼓動」ねぶた大賞(7度目)
  - 消防第二分団･アサヒビール「北天曼荼羅 北の炎阿弓流為」商工会議所会頭賞(2度目)
- 1996年（平成8年）
  - コマツ連合「北天飛龍･義経渡海」商工会議所会頭賞(3度目)
  - 青森ナショナルねぶた会「北海の雄叫び 『シャクシャイン』」観光協会会長賞(初受賞)
- 1997年（平成9年）- コマツ連合「縄文鼓動『北のまほろば』」ねぶた大賞(8度目)
- 1998年（平成10年）- コマツ連合「三内丸山『縄文波動』」観光協会会長賞(2度目)
- 1999年（平成11年）
  - サンロード青森「縄文鼓動『祈』」商工会議所会頭賞(4度目)
  - 青森ナショナルねぶた会「降魔調伏 阿倍晴明」観光協会会長賞(3度目)
- 2000年（平成12年）
  - 青森ナショナルねぶた会「徳川家康『富士の鷹狩り』」市長賞(3度目)
  - サンロード青森「縄文胎動『八甲田大噴火』」観光協会会長賞(4度目)
- 2001年（平成13年）- サンロード青森「水滸伝『天傷星・武松』」知事賞(6度目)
- 2002年（平成14年）- サンロード青森「浪漫海峡　鮪一本釣り」知事賞(7度目)
- 2006年（平成18年）- サンロード青森「鬼門金神」商工会議所会頭賞(5度目)
- 2007年（平成19年）- 消防第二分団･アサヒビール「日本武尊 『草薙の剣』」観光コンベンション協会会長賞(5度目)・優秀制作者賞(初受賞)
- 2010年（平成22年）- サンロード青森「風待ち湊・深浦の残照」優秀制作者賞(2度目)
- 2011年（平成23年）- サンロード青森「四神降臨『白虎と青龍』」ねぶた大賞(9度目)・優秀制作者賞(3度目)
- 2012年（平成24年）- サンロード青森「奥州平泉の栄華　阿弖流為と清衡」ねぶた大賞(10度目)・優秀制作者賞(4度目)
- 2013年（平成25年）- サンロード青森「古事記『日本創生』」知事賞（8度目）
- 2014年（平成26年）- サンロード青森「戦国武士華『前田慶次』」ねぶた大賞(11度目)・優秀制作者賞(5度目)

## ねぶた遠征

### 国内遠征
- 1975年（昭和50年） 
  - 4月 夏祭り（宮城県白石市）「暫」（青森青年会議所）
  - 8月 日本のまつり（東京都明治神宮外苑）「暫」（青森青年会議所）
- 1979年（昭和54年） 
  - 8月 （宮城県築館町）「羅生門」（青森青年会議所）
- 1980年（昭和55年） 
  - 7月7日 靖国神社奉納（東京都千代田区）「神武天皇東征」
- 1983年（昭和58年）
  - 8月16日（宮城県若柳町）「孫悟空と二郎神」（青森青年会議所）
  - 8月21日（宮城県亘理町）「孫悟空と二郎神」（青森青年会議所）
- 1984年（昭和59年）
  - 青年会議所東北地区会員大会（秋田県能代市）「朝比奈三郎城門破り」（青森青年会議所）
- 1985年（昭和60年）
  - 7月27日～28日 清正公祭（熊本県熊本市）「加藤清正・虎退治」（中型ねぶた）
  - 9月22日 ヨコハマカーニバル（神奈川県横浜市）「東日流外三郡史 津刈丸と阿倍比羅夫」（青森青年会議所）
- 1991年（平成3年）
  - 9月22日～23日 能登国際テント村′91（石川県七尾市）「南総里見八犬伝 『芳流閣両雄動』」（青森県板金工業組合 ヤマモト食品）
- 1996年（平成8年）
  - 10月20日 伊勢神宮内宮御鎮座二千年記念・をみなの祭（三重県伊勢市）「天の岩戸」
- 2001年（平成13年）
  - 10月28日 京都祭り2001・都大路パレード（京都府京都市）「水滸伝　天傷星・武松」（サンロード青森）
  - 11月 北九州博覧祭2001（福岡県北九州市）「水滸伝　天傷星・武松」（サンロード青森）
- 2006年（平成18年）
  - 9月9日 札幌商工会議所創立百年記念事業「日本のまつり」（第14回地域伝統芸能全国フェスティバル）（北海道札幌市・札幌ドーム）「鬼門金神」（サンロード青森）
- 2011年（平成23年）
  - 9月3日 ねぶた運行（岩手県大船渡市）「風待ち湊・深浦の残照」（サンロード青森）
  - 9月24日～25日 第19回地域伝統芸能全国フェスティバルあおもり（日本のまつりinあおもり2011）（青森市ベイエリア）「四神降臨 白虎と青龍」（サンロード青森）
- 2014年（平成26年）
  - 10月14日～11月3日 ねぶた展示（大阪市西梅田 大阪ヒルトンプラザウェスト・ハービス PLAZA ENT 10周年記念）「那智の滝　文覚と不動明王」（消防第二分団ねぶた会・アサヒビール）
- 2015年（平成27年）
  - 9月25日 ツーリズムEXPOジャパン2015（東京都千代田区・御幸通り）「日本創生」
- 2017年（平成29年）
  - 4月28日～5月7日 食博覧会・大阪（大阪市 インテックス大阪）「天慶の新皇 平将門」（サンロード青森）

### 海外遠征
- 1976年（昭和51年）
  - 2月 ニース（カーニバル）「茨木」※石谷進と合作
- 1986年（昭和61年）
  - 11月 フィレンツェ（欧州文化首都）「暫」
- 1990年（平成2年）
  - 11月 香港（第２回区局節）「天下統一 徳川家康」（サンロード青森）
- 1995年（平成7年）
  - 10月 ハノイ（ハロー！ ベトナム）　※「北天曼荼羅 北の炎 阿弖流為」（消防第二分団 アサヒビール）の一部を使用
- 2010年（平成22年）
  - 7月 上海（万国博覧会青森県ウィーク）「勧進帳」（中型ねぶた 展示）
- 2020年（令和2年）
  - 2月 台湾 新北市（新北ランタンフェスティバル）「歌舞伎十八番之内 暫」（中型ねぶた 展示）

## 県外ねぶた

### 柏ねぶた
1994年より、千葉県柏市で毎年7月に開催される柏まつりで「柏ねぶた」が行われており、柏ねぶた専用のねぶた制作にも携わっている。なお、柏市は旧青森県柏村（現：つがる市）と姉妹都市関係にあるため、柏まつりにおいてねぶたが行われている。しかし、新型コロナウイルスの影響による柏まつりの中止が長期化したことで管理費や修繕費が高騰したこと、また千葉自身が2022年の引退で新作制作ができなくなったこと等から、2023年を最後に終了した。
- 1994年
  - 1.「平将門」（出陣年度：1994・1997～2000年）
- 1997年
  - 2.「妙見尊星王」（出陣年度：1997～2002年）
- 1998年
  - 3.「不動明王」（出陣年度：1998～2001年）
- 2001年
  - 4.「討入り」（出陣年度：2001～2007年）
- 2002年
  - 5.「勧進帳」（出陣年度：2002～2012年）
- 2003年
  - 6.「富士の誉」（出陣年度：2003～2014年）※2013年に全面修復
- 2008年
  - 7.「津軽為信」（出陣年度：2008～2014年）※2013年に全面修復
- 2013年
  - 8.「降魔調伏　安倍晴明」（出陣年度：2013年～2018年）
- 2015年
  - 9.「天慶の新皇　平将門」（出陣年度：2015年～2019年）
- 2017年
  - 10.「香取の神・経津主命　鹿島の神・武甕雷命」（出陣年度：2017年～2019年・2023年）
- 2019年
  - 11.「千葉介常胤・源頼朝　富士川の勝鬨」（出陣年度：2019年・2023年）

### 佐倉ねぶた
2017年より千葉県佐倉市で毎年8月に開催される臼井ふるさとにぎわい祭で「佐倉ねぶた」が行われており、佐倉ねぶた専用のねぶた制作にも携わっている。
- 「佐倉の雄　雷電為右衛門・長嶋茂雄」（出陣年度：2017年～）※2016年制作

### 寒川神社 新春ねぶた
2007年から2013年まで神奈川県寒川町の寒川神社の神門にお正月に展示される専用のねぶた制作に携わっていた。
- 干支ねぶた
  - 2007年（亥年）「猪突豪胆」
  - 2008年（子年）「吉祥ねずみ」
  - 2009年（丑年）「火牛」
  - 2010年（寅年）「虎視躬行」
  - 2011年（卯年）「月の兎とかぐや姫」
  - 2012年（辰年）「五行の龍」

- 神話ねぶた
  - 2013年（巳年）「開運 國生み 大八洲」

## その他
- 2018年1月、約半世紀ぶりに『竹のねぶた』を復活させた。作龍の父、千葉作太郎の「曽我五郎と御所五郎丸」をモデルに制作した。8月4日、青森ねぶた祭本番で、昭和30年頃の運行形態を再現し運行した。
- 映画愛好家で、映画の場面からねぶたの構想を得ることもあるという。例として、昭和57年の「魯智深、仁王像を打ち壊す」は、「爆裂都市 BURST CITY」の泉谷しげるの眼力に圧倒されたことが制作のきっかけである。
- 2011年には、復興支援および題材のもととなったことへの恩返しという思いから、東日本大震災で大きな被害を受けた岩手県大船渡市で前年に制作した「風待ち湊・深浦の残照」を運行することを提案。費用を一切まかない、9月3日に運行された[12]。

## 著書
『名人が語る・ねぶたに賭けた半世紀』
　企画集団ぷりずむ(草雪舎) 2014/7/1　ISBN 978-4990391317

## 弟子
- 内山龍星（1976年弟子入り、1987年一本立ち）
- 竹浪比呂央（1979年弟子入り、1989年一本立ち）
- 林広海(2017年一本立ち)
- 吉町勇樹（2022年一本立ち）